# オレンジジュース
オレンジジュース（英: orange juice）は、オレンジの果実を搾ることで得られる果汁（ジュース）であり、あくまでオレンジの果汁が100%のものである。日本の「農林物資の規格化及び品質表示の適正化に関する法律」（以下「JAS法」）の通達でも『オレンジ、および規定の添加物のみが配合された飲料』と定義されている。
栄養素的には、オレンジに含まれる栄養素を含み、ビタミンCや食物繊維が豊富とされる。なおビタミンC含有量に関しては製法や保存状況によっても異なる。味やフレイバーは、オレンジ固有の香りや風味（酸味・甘みを主として、苦味などを含む）をもつ。
色は、絞るオレンジの種類にもより、代表格2種のバレンシアオレンジやネーブルオレンジを絞る場合はいわゆるオレンジ色であり、この色がもっとも広く親しまれているが、ブラッドオレンジを絞る場合はかなり赤みがかった色の果汁である。
用途としては、主に飲料として用いられるが、このほかにも料理（製菓）の材料として使われることもあり、また清涼飲料水の風味付けなどにも用いられる。
オレンジ1個からはおおよそ90グラムのオレンジジュースが得られる。「100%のオレンジジュース」1リットルを得るのに2～3kgほどのオレンジ果実が必要だと言われている。

## 歴史
第二次世界大戦中、アメリカ軍は兵士の壊血病防止にビタミンCを補給させようとして、レモンの結晶を支給したが、兵士たちからは拒絶されたため、連邦政府とフロリダ州柑橘類局は科学者グループと協力して研究、冷凍濃縮オレンジジュースを開発した。完成は第二次世界大戦が終了してから3年後のことであった。
17世紀の有名な日記作者サミュエル・ピープスは流行に敏感で、1パイント[0.5リットル強]のオレンジジュースを飲んだと1699年の日記に書いてある。「彼らはこのジュースに砂糖を入れてワインのように飲む。とてもおいしい飲み物だが、このようなものを飲むのは初めてだったので、体に悪くないか心配だった。」

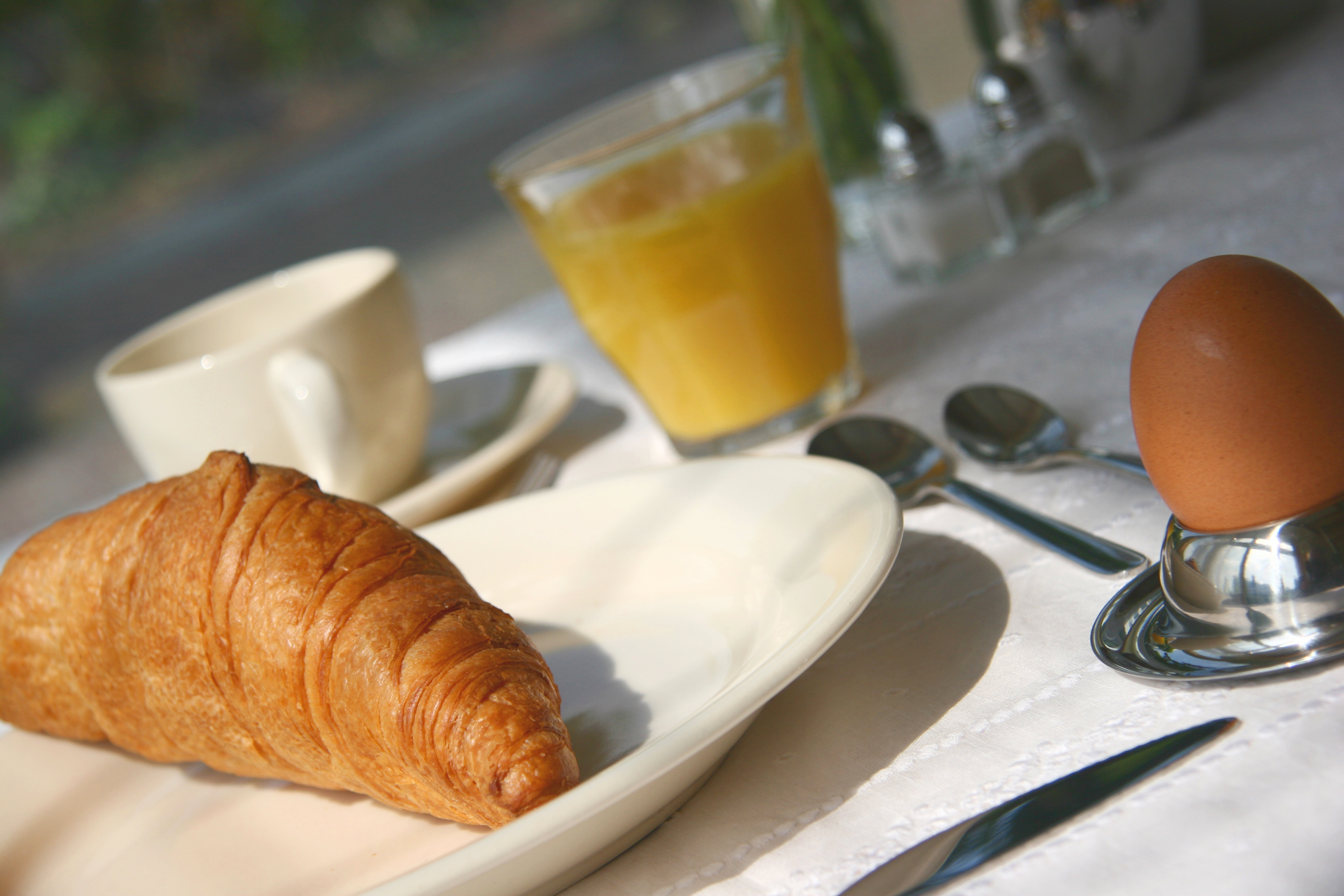
朝食で飲むオレンジジュース
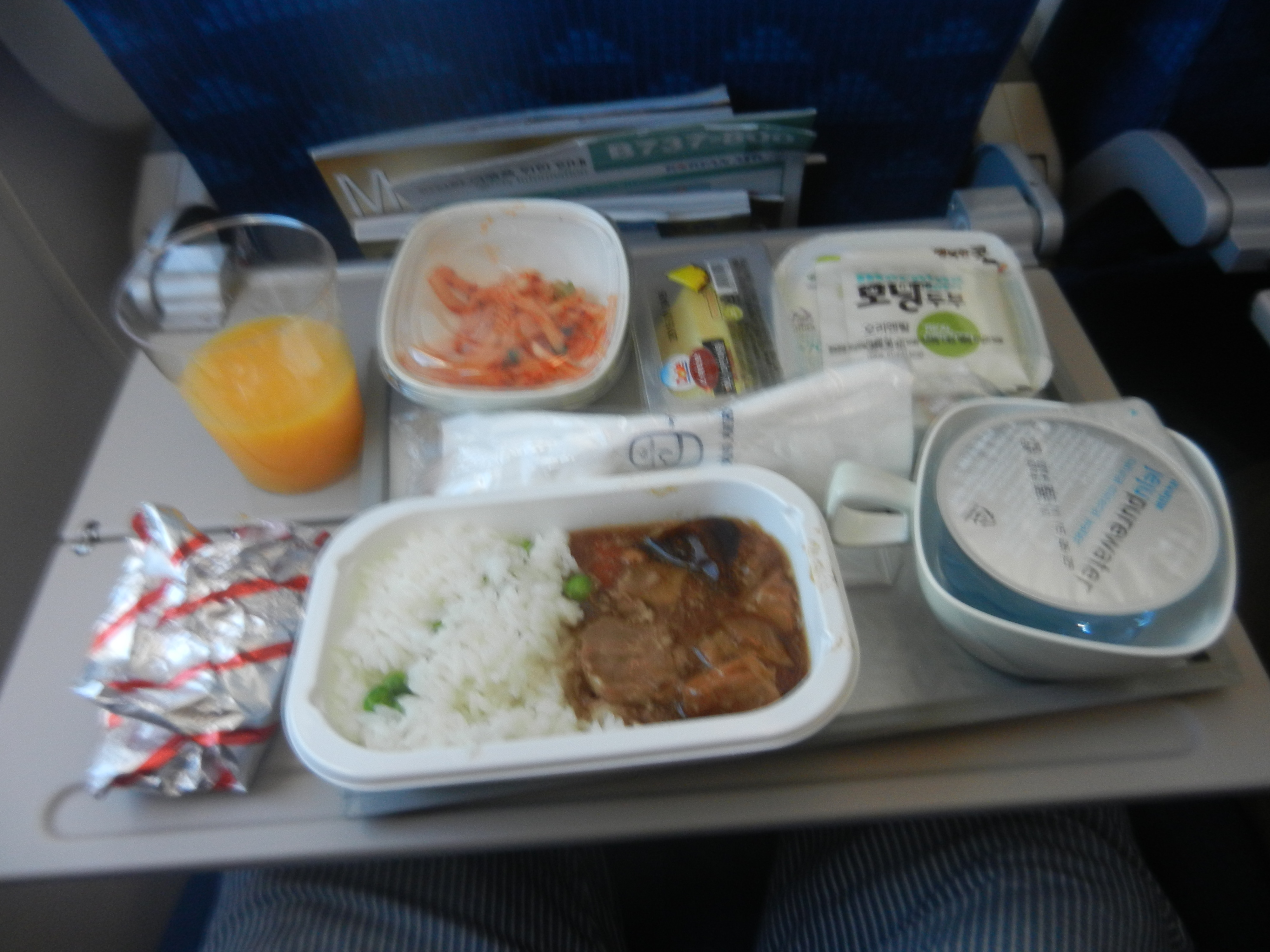
機内食でオレンジジュース

## 種類、分類
まず絞るオレンジの種類で分類されている。バレンシアオレンジ、ネーブルオレンジ、ブラッドオレンジなどの種類で分類されている。また産地によっても、ブラジル産、アメリカ産、メキシコ産、南アフリカ産...トルコ産...などと分類されている。
また「非濃縮オレンジジュース」と「濃縮オレンジジュース」に分類され、濃縮オレンジジュースの中でも冷凍されたものは冷凍濃縮オレンジジュース（FCOJ）と分類される。今日、世界的な流通は主に冷凍濃縮オレンジジュースの状態で行われている。

### 濃縮オレンジジュースと「濃縮還元オレンジジュース」
濃縮オレンジジュースは、液体輸送コンテナに詰められ、世界規模で流通している。古くは加熱によって水分を蒸発させたりもしたようだが、風味や栄養価が劣るため、今日では風味も栄養価も良い冷凍濃縮が主流である。
冷凍したものは冷凍濃縮オレンジジュースである。業界用語・流通業界用語・行政用語などではむしろ、短くFCOJと呼ぶことが一般的である。大量に生産されるので、単価が安く、世界的に流通も多いので先物取引の市場でも一定規模で扱われる。
FCOJは果汁を凍結させ、その過程で氷の結晶が不純物として水以外の成分を残して凍結する性質を利用したり、フリーズドライの要領で水分を90%以上取り除いたもので、見た目はオレンジ色のワックスに似た高い粘性を持つ液体である。このように濃縮してできた液体を密閉容器に収めるなど酸素を遮断したまま冷蔵することで長期間の保存や輸送に耐える。
今日、店頭で紙パックやペットボトルなどに充填された状態で販売されているオレンジジュースは、おおむねこのFCOJを濃縮還元したオレンジジュース（FCOJに水を加えて一定濃度に戻したもの）である。これらは、FCOJが工業単位で生産されることから小売単価も安く、一般にビタミンCの簡便安価な供給源として親しまれている。
日本でも愛知県豊橋市三河港に日本最大級のジュース専用ターミナル「日本ジュース・ターミナル（NJT）」があり、ブラジルから専用タンカーで運ばれてきた濃縮オレンジジュースの受入れ、冷蔵保管、タンク間移送、在庫管理、品質管理、ブレンド、形態別充填作業および全国各地の飲料メーカー、ボトラー、パッカーへの出荷を行っている。

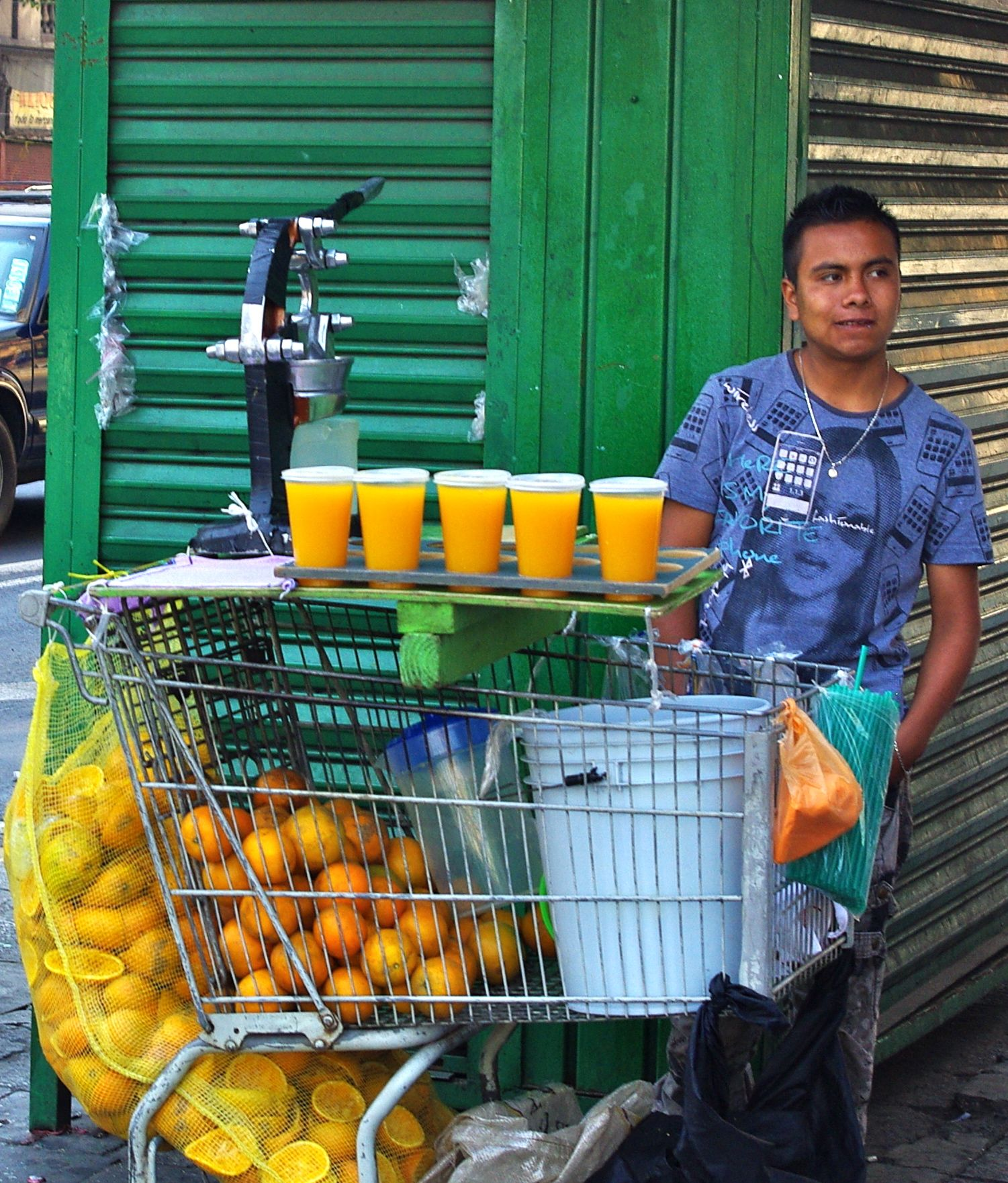
オレンジの重要な産地のひとつメキシコのメキシコシティの街頭で、その場で果実を搾ったオレンジジュースを提供する人。こうしたオレンジジュースも非濃縮オレンジジュースにあたる。

### 非濃縮オレンジジュース
- オレンジと絞り器
- 半分に切って果汁を絞ったオレンジ
- 果汁しぼり器
- しぼりたてのオレンジジュース屋。
- オレンジジュースを絞り、自分でボトルに入れられる装置（スーパーマーケット内）

## 世界の生産量と主な原産国

### 国別のオレンジジュース生産量ランキング
（2020年時点。単位：百万トン）
- 1位  ブラジル		1,157,000[3]
- 2位　米国			  250,000[3]
- 3位  メキシコ		  200,000[3]
- 4位  EU-27（欧州諸国）	   87,987[3]
- 5位  南アフリカ		   52,000[3]
- 6位  中国			   30,770[3]
- 7位  オーストラリア		   16,500[3]
- 8位  トルコ共和国		    9,500[3]

## さまざまな用途・提供法

### ジュースバーによる提供や、飲食店や喫茶店におけるオレンジジュースの加工

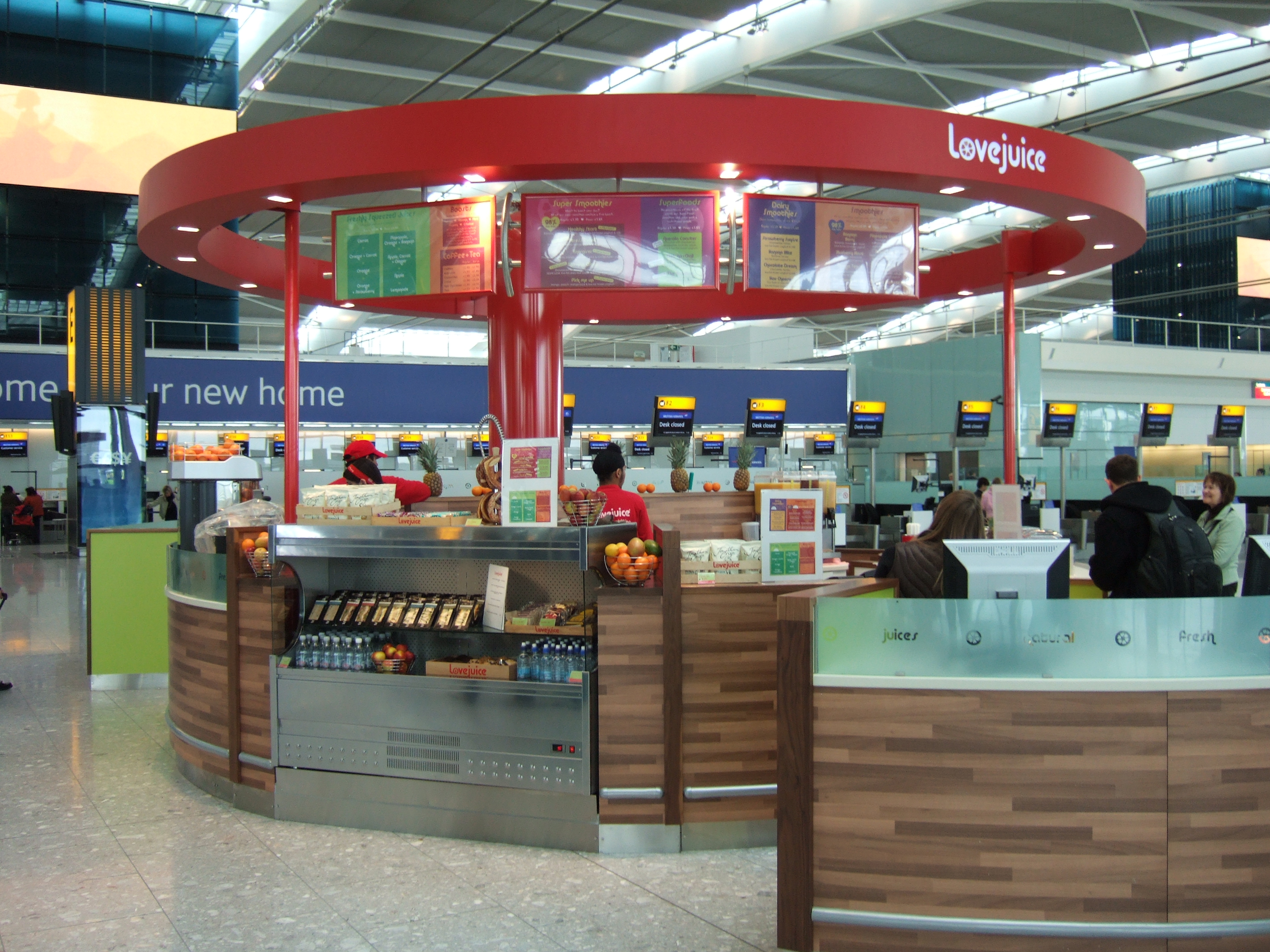
ジュース・バー

その場でオレンジ果実を絞り提供する店舗もある。
ソーダ・ファウンテン装置向けの濃縮果汁シロップが業務用に提供されており、水でシロップを割り、オレンジジュースやオレンジ果汁入り飲料を提供している。

### カクテルでの利用
カクテルには、しばしば柑橘系の果実が用いられる。オレンジも例外ではなく、しばしばその果汁は材料として使用され、独特の酸味と甘み、また柑橘類の特徴的な香りを生かしたレシピが見られる。（なお、果皮や果肉は、主に装飾や香り付けに利用される。）
カクテルに加える場合は、絞りたての果汁を使う場合も、濃縮還元オレンジジュースが使われる場合もある。ただし、基本的に果汁100%のものを用いる。
他の果実の果汁と混合して用いられることもある。
名前に「オレンジ」と付かないカクテルの例
オレンジジュースが使用されたカクテルには、「オレンジ・＊＊」と呼ばれるものが複数存在する。オレンジ・ブロッサムやオレンジ・フィズなどがその例である。
また、何らかの酒をオレンジジュースで割ったものは「（酒の名前）・オレンジ」と呼ばれる場合が複数存在する。カシス・オレンジやカンパリ・オレンジなどがその例である。
名称に「オレンジ」と付かないカクテルも存在するので、以下にその例を記載する。
- オリンピック
- シャンギロンゴ
- スクリュードライバー
  - そのバリエーション

- テキーラ・サンライズ
- ティフィン・タイガー
- バレンシア
- ファジー・ネーブル
- ブロンクス
- ボッチ・ボール
- マイタイ
- マリブ・ビーチ
- ミモザ
- メロンボール

ノンアルコールカクテル
オレンジジュースは、バーなどで雰囲気を壊さないためなどに飲まれるノンアルコールカクテルにも用いられる。以下にその例を挙げる。
- シンデレラ
- プッシー・キャット
- プッシーフット
- フロリダ

工業的に作られるカクテル
焼酎をオレンジジュースで割ったチューハイもみられる。

## 流通品

### 各国
- ミニッツメイド（インドネシアにて）
- イスラエルのカシェルであることを示すラベルの貼られたオレンジジュース

### 日本
日本ではかつて、1986年4月に、日本でオレンジの輸入が事実上自由化されるまで、日本のみかん農家やオレンジ農家を保護するために関税が高く設定され、輸入量も制限されていた時代があった。
日本国内の主な現行のオレンジジュース製品
- JAS法におけるオレンジジュース
  - トロピカーナ
  - Dole（日本ミルクコミュニティ）
  - 農協果汁テイスティオレンジ100%（日本ミルクコミュニティ）
  - トップバリュ100%オレンジジュース（イオン）

 など。
- JAS法における「ミックスジュース」
  - ポンジュース（えひめ飲料）温州みかんとのミックスジュース。
  - 農協果汁オレンジみかん （日本ミルクコミュニティ）温州みかんとのミックスジュース。

- JAS法における「うんしゅうみかんジュース」
  - POM完熟愛媛みかんストレート（えひめ飲料）
  - CO-OP国産果実みかんジュース100（日本生活協同組合連合会）

 など。
- JAS法における「果汁入り飲料」または「清涼飲料水」
  - バヤリース
  - なっちゃん
  - Qoo

 など多数。

## オレンジジュースの消化への影響
果汁100%のオレンジジュースは、なんともない人も多いのだが、クエン酸の腸内への刺激が強いため、人によっては下痢を引き起こすことがある。

## 健康
ハーバード大学医学部によると、オレンジジュースにはフラボノイドが豊富に含まれており、果物や野菜と同様に記憶力の低下を防ぐ効果がある。